# Emaki-mono
Emaki-mono (jap. 絵巻物) lub prościej emaki (jap. 絵巻) –  obraz w postaci zwoju (jedwabnego lub papierowego), przedstawiający sceny z dzieła literackiego, uzupełnione opisami lub fragmentami tekstu. Ta forma sztuki dotarła do Japonii z Chin wraz z buddyzmem w okresie Nara.

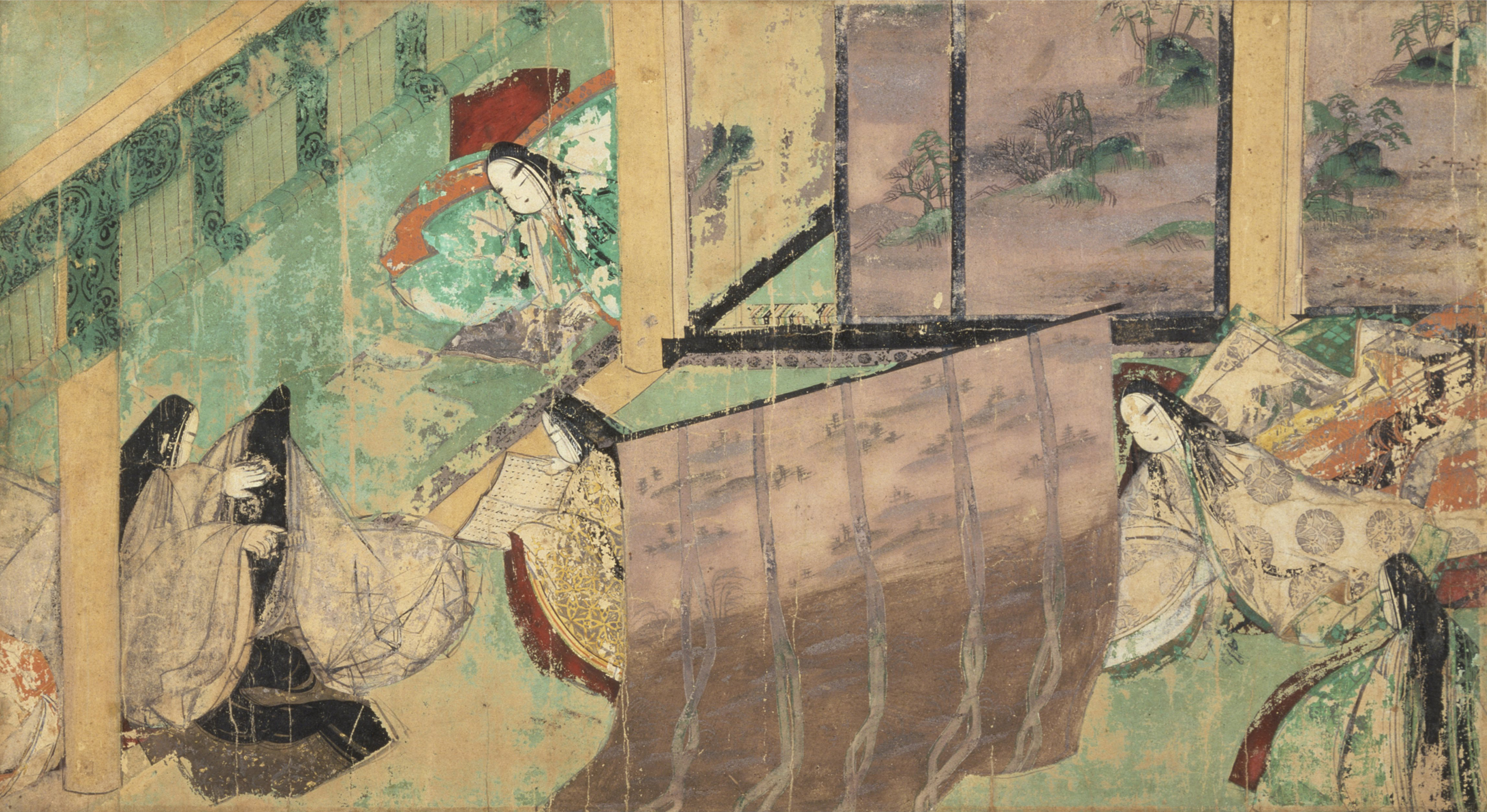
Fragment emaki-mono ilustrującego powieść Genji monogatari

Emaki-mono to złożenie trzech japońskich wyrazów: e – obraz, maki – zwój, mono – rzecz, przedmiot.

## Historia
Pierwsze emaki-mono powstawały w XI wieku. Do najsłynniejszych należy zaliczyć dwa. Pierwszy z nich, Genji monogatari emaki, stworzony został około 1120 r. i zachowany jest jedynie w niewielkim procencie. Jest ilustracją scen ze słynnej powieści Genji monogatari autorki Murasaki Shikibu. Drugi to Shigisan engi emaki, stworzony w XII wieku i zachowany w dużo lepszym stanie.
Burzliwy rozwój emaki-mono można jednak odnotować dopiero w okresie Kamakura. Nastąpiło wtedy dopracowywanie warsztatu i rozpowszechnienie tego rodzaju przekazu na całym terenie Japonii, aczkolwiek w erze Heian powstały te dwa najbardziej cenione emaki.

## Wygląd emaki-mono
Papier, na którym znajdowały się obrazy, nawinięty był na drewniany wałek z jednej strony i rozwijany z prawej do lewej, gdzie był zwijany z powrotem na wałek. Rozwijany i zwijany musiał być jednocześnie tak, żeby w polu widzenia pozostawał widoczny jedynie aktualny obraz, bez pozostałych fragmentów z wcześniejszych i kolejnych obrazów.
Jeden obraz miał z reguły wielkość: 22 x 48 cm.
„Rysunek obwiedziony był konturem z tuszu, następnie farbami malowano barwne plamy ubiorów, sprzętów i fragmentów architektonicznych, a w końcu jeszcze raz tuszem uzupełniano szczegóły, na przykład rysy twarzy, fałdy ubiorów, itp.”
Detale dotyczące architektury i ubioru były dopracowane zawsze na wysokim poziomie. Natomiast rysy twarzy były traktowane schematycznie, w sposób zwany hikime-kagihana („oczy w kształcie dwu kresek i nos w postaci haczyka”).

## Inne znane emaki-mono
Okres Heian
- Kokawadera engi emaki
- Ban dainagon ekotobo - stworzona prawdopodobnie przez Tokiwa Mitsunaga

Okres Kamakura
- Kegon gojū gosho emaki - zwój z 55 miejsc z sutry Kegon, znajduje się w Tōdaiji
- Hōnen eden - 48 zwojów z Chion-in
- Shinranden - znajduje się w Senjuji, namalowany przez Jōgi
- Ippen shōnin emaki
- Ishiyamadera engie
- Ise monogatari emaki - ilustracja do powieści Ise monogatari
- Eiga monogatari emaki
- Sumiyoshi monogatari emaki
- Murasaki Shikibu nikki emaki - ilustrowany zwój do dziennika Murasaki Shikibu
- Makura no sōshi emaki
- Heiji monogatari emaki
- Mōko shūrai ekotoba - ilustracja do powieści o napadzie Mongołów
- Saigyō monogatari emaki - ilustracje do powieści o rodzie Saigyō

Okres Ashikaga
W okresie tym powstały wspaniałe dzieła autorstwa Sesshū Tōyō. Stworzył on m.in. zwój przedstawiający cztery pory roku, na papierze o wymiarach 40 x 1582 cm.